# Идеация (философия)
Идеация (альтернативные термины: эйдетическая интуиция, категориальное созерцание, созерцание сущности, усмотрение сущности) — понятие феноменологии Э. Гуссерля, означающее непосредственное усмотрение, созерцание сущности.
Учение об идеальном и возможности его непосредственного созерцания (идеации) является одной из основ философии Гуссерля.

## Сущности
Бытие не сводится к реальному бытию: есть реальные, а есть идеальные предметы; есть факты, а есть истины. Бытие сущностей (значений) — не реальное бытие, и всё же бытие. Явление, взятое не как единичный факт, а как таковое, не имеет природы — оно имеет сущность, усвояемую в непосредственном созерцании (идеации). Сущность (значение) — видовой (идеальный) предмет, в противоположность индивидуальному (реальному). Сущности (идеальное) вневременны; суждения о них всеобщи, необходимы, аподиктичны.

### Предметные сущности и значения
Сущности делятся на предметные сущности (сущности вещей, положений дел и т. п.) и значения (сущности слов и выражений). Таким образом, значение слова или выражения — частный случай сущности.
Примером предметной сущности может служить красный цвет рассматриваемой вещи, взятый не как цвет этой вещи, находящийся здесь и сейчас, в пространстве передо мной, а как вечный образец, лишь примером, случаем которого является этот наблюдаемый мною цвет. Если мы рассматриваем красный цвет данного шара реально — он воспринимается в конкретных нюансах — перепадах освещённости и т. п.; взятый как сущность, он воспринимается как равномерный — «красный цвет» как таковой, сам по себе, существующий вне времени и пространства.
Примером значения является, например, число 5 — «идеальный вид, имеющий в известных актах счисления свои единичные случаи, подобно тому, например, как красное — как вид цвета — относится к актам восприятия красного». Идеально всякое суждение как таковое (например, «2х2=4» — взятое не как это конкретное суждение, а как тождественное во всяком таком суждении).

«Что́ есть „значение“, это может быть дано нам так же непосредственно, как дано нам то, что́ есть цвет и звук. Оно не поддается дальнейшим определениям, оно есть дескриптивно предельное. Всякий раз, когда мы осуществляем или понимаем выражение, оно означает для нас нечто, мы в действительности осознаём его смысл. Этот акт понимания, акт придания значения, акт осуществления смысла не есть акт слышания звучания слова или акт переживания какого-либо одновременно приходящего образа фантазии. И точно так же, как нам с очевидностью даны феноменологические различия между являющимися звуками, нам даны и различия между значениями».
— Гуссерль Э. Логические исследования. Т. 2. II, § 31

### Эйдетические единичности и роды сущностей
Есть эйдетические единичности и, с другой стороны, наивысшие роды сущностей, а между ними промежуточные стадии. Любое конкретное переживание имеет сущность. Взятое во всей своей конкретности, но лишённое индивидуальности, ставшее образцом, взятое как самотождественная сущность, могущая быть повторенной, оно становится идеальным. Каждый звук, каждая материальная вещь обладают определённой «сущностной устроенностью», — это эйдетические единичности. Но и «звук», «материальная вещь», «цвет», «восприятие» как таковые также являются сущностями. В области формальных сущностей «„значение вообще“ есть наивысший род, а всякая определенная форма предложения, всякая определенная форма члена предложения, есть эйдетическая единичность, предложение вообще — опосредующий род. Точно так же и численность вообще есть наивысший род. А „два“, „три“ и т. д. суть низшие дифференции, или же эйдетические единичности такового».

### Идеальность сущностей не нормативна
Идеальность сущностей «не имеет смысла нормативной идеальности, как будто бы речь идет об идеале полноты, об идеальном предельном значении, которое противопоставляется отдельным случаям своей более или менее детальной реализации». Это не недостижимый в действительности «идеал» Канта, а непосредственно созерцаемая идеальность вида.

### Науки о сущностях
Науки о сущностях (об идеальном) — «чистая логика, чистая математика, чистое учение о времени, о пространстве, о движении и т. д.». Так, в математических «аксиомах выражаются чистые сущностные взаимосвязи — без малейшего сополагания опытных фактов»). Эти эйдетические науки независимы от наук о фактах; последние же, напротив, имеют эйдетический фундамент (каждая свой: например, у естественных наук — «эйдетическая наука о физической природе вообще (онтология природы)», а также геометрия — «онтологическая дисциплина, сопряженная с… пространственной формой» вещности). В первом томе «Логических исследований» Гуссерль критикует психологизм и отстаивает самостоятельность логики, предметом которой являются идеальные объекты.

### Ошибки в понимании идеального
Гуссерль рассматривает распространённые в истории философии ошибки в понимании истинной природы идеального. Общее (сущности, идеальные виды), — говорит он, — не существует реально ни в мышлении (психологическое гипостазирование общего — Локк), ни вне мышления — в божественном разуме (метафизическое гипостазирование общего — Платон). Общее не есть ни часть мышления как реального психического процесса, ни нечто реально существующее вне мышления. Вне мышления реального существования быть не может, но это не означает, что общее должно находиться в мышлении, — ведь бытие не сводится к реальному бытию. Третьей ошибкой Гуссерль называет отрицание общего (номинализм): общее понимается здесь как продукт внимания (Беркли, Милль), репрезентации (Беркли).

## Созерцание сущностей (идеация)
Идеация — непосредственное усмотрение, созерцание сущностей.
В нормальной, естественной установке мы сознаём предмет психического акта, а не его сущность (например, не красный цвет как сущность, а этот конкретный наблюдаемый красный цвет; не значение суждения, а то, о чём в нём судится, описываемое им положение дел). В идеации же мы в рефлексии оглядываемся на сам акт (например, восприятие или высказывание) и направляем взор на составляющую его вневременную сущность (значение).
Это осознание сущности, значения (идеация) не есть некая искусственная операция; оно происходит, например, при всяком логическом выводе, когда обязательно осознаётся значение (содержание) каждой посылки (например, что S есть P). При этом понимание слова ещё не означает схватывания его значения. Задача состоит в том, чтобы от «просто слов» («которые оживлены только достаточно удаленными, расплывчатыми, несобственными — если вообще какими-либо — созерцаниями») с их расплывчатыми, изменчивыми значениями, несущими эквивокации, «вернуться к „самим вещам“» — к разделению смешанных в слове понятий и к фиксации твёрдых значений «в их устойчивой тождественности». «…Можно получить логически элементарные понятия, которые как раз не что иное, как идеальное схватывание первичных различий значений».
Вот пример усмотрения сущности «вещь»:

«…Мы исходим из словесного, возможно, что и целиком темного представления „вещь“ — из того самого, какое у нас только, вот сейчас, имеется. Свободно и независимо мы порождаем наглядные представления такой „вещи“-вообще и уясняем себе расплывчатый смысл слова. Поскольку же речь идет о „всеобщем представлении“, то мы должны действовать, опираясь на пример. Мы порождаем произвольные созерцания фантазии вещей — пусть то будут вольные созерцания крылатых коней, белых ворон, златых гор и т. п.; и все это тоже были бы вещи, и представления таковых служат целям экземплификации не хуже вещей действительного опыта. На таких примерах, совершая идеацию, мы с интуитивной ясностью схватываем сущность „вещь“ — субъект всеобще ограничиваемых ноэматических определений».
— Гуссерль Э. Идеи I. § 149
Идеация осуществляется с помощью варьирования. Вот как происходит, например, усмотрение сущности «восприятие»:

«Исходя из отдельного восприятия этого стола, мы варьируем предмет восприятия — стол — совершенно произвольно, но все же так, чтобы удержать восприятие как восприятие некоего — какого угодно — предмета, начиная, к примеру, с того, что совершенно произвольно воображаем его форму, цвет и т. д., сохраняя тождественным лишь воспринимаемое явление. Другими словами, воздерживаясь от полагания бытийной значимости факта этого восприятия, мы превращаем его в чистую возможность, наряду с другими совершенно произвольными чистыми возможностями, — но чистыми возможностями восприятия. […] Полученный таким образом всеобщий тип „восприятие“ висит, так сказать, в воздухе — в воздухе абсолютно чистых возможностей воображения. Освобожденный от всякой фактичности, он стал эйдосом восприятия, идеальный объём которого составляют все idealiter возможные восприятия как чистые возможности воображения».
— Гуссерль Э. Картезианские размышления. СПб.: Наука, 2001. С. 153–157
Материалом для идеации может быть как живой опыт (восприятия), так и воображение.
На примере предметных сущностей Гуссерль показывает, что никакое количество созерцаний-примеров не позволит схватить сущность адекватно, во всей её полноте, возможно лишь безграничное приближение.

## Значение как вид и выраженное значение
Следует различать «значение „в себе“» (значение как идеальный вид, сущность) и выраженное значение. Выраженное значение — это сущность, осуществлённая «в человеческой душевной жизни», воплощённая в понятии, привязанная к знаку, то есть значение выражения. Сама же сущность — это «то, что может получить „выражение“ через значение…». (Ср. аналогичное различение между идеей самой по себе и в мышлении (слове, понятии) у Платона.)

«…Значение, в котором мыслится вид, и его предмет, сам вид, не есть одно и то же. Точно так же, как в области индивидуального мы проводили различие, например, между самим Бисмарком и представлениями о нём, скажем, [в предложении] Бисмарк — величайший немецкий государственный деятель и т. д., так же мы в области видового проводим, например, различие между самим числом 4 и представлениями (то есть значениями), которые имеют 4 в качестве предмета, как например, [в предложении] число 4 — это второе четное число в ряду чисел и т. д. Таким образом, всеобщность, которую мы мыслим, не растворяется во всеобщности значений, в которых мы её мыслим».
— Гуссерль Э. Логические исследования. Т. 2. I, § 33
Для сущностей «быть мыслимыми или выраженными — случайные обстоятельства». Не всякая сущность имеется выраженной в человеческих понятиях или хотя бы доступной для человека — «из-за ограниченности человеческих познавательных сил».

## Материальные и формальные сущности
Помимо обыкновенных, наполненных содержанием материальных сущностей, существуют формальные сущности — хотя и сущности, но совершенно «пустые», — формы, подходящие ко всем возможным сущностям, предписывающие им законы. Формальные сущности (в том числе такие «модификации пустого нечто», как формулы силлогистики, арифметики, порядковые числа и т. п.) — предмет чистой логики.
Формальные сущности делятся на:
а) «предмет вообще» (чистые (формальные) предметные категории): нечто, предмет, свойство, положение дел, отношение, тождество, единство, множество, совокупность, соединение, количество, порядок, порядковое числительное, целое, часть, величина и т. д. — которые «группируются вокруг пустой идеи нечто, или предмета вообще»;
б) «значение вообще» (категории значения): виды предложений и их членов (понятие, утверждение; субъект, предикат, основание и следствие, конъюнкция, дизъюнкция, условная связь, умозаключение и т. д.).